# Darussalam (Panyabungan)
Darussalam is een bestuurslaag in het regentschap Mandailing Natal van de provincie Noord-Sumatra, Indonesië. Darussalam telt 1865 inwoners (volkstelling 2010).